# Isabelle Drummond

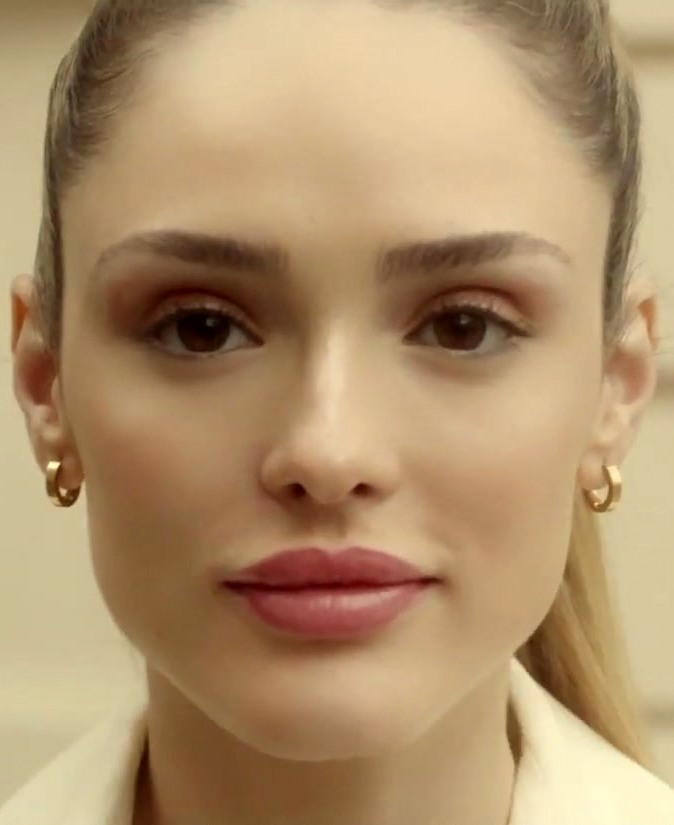
Isabelle Drummond (2020)

Isabelle Christine Lourenço Gomes Drummond (sinh ngày 12 tháng 4 năm 1994) là một nữ diễn viên người Brazil.

## Sự nghiệp
Cô ra mắt trên truyền hình lần đầu tiên với sự tham gia của mình trong cuốn tiểu thuyết Laços de Família vào năm 2000.
Năm sau, cô đóng vai Rosicler, con gái của nhân vật Ana Paula Arósio trong các phim ngắn Os Maias. Cùng năm đó, cô cũng đóng vai Emília trong Sítio do Picapau Amarelo.
Năm 2007, cô đóng vai Gina trong telenovela Eterna Magia và năm 2008 cô đã tham gia diễn xuất trong hai chương trong tiểu thuyết A Favorita.
Cô xuất hiện trong bộ phim Xuxa Popstar năm 2000, và năm 2009 cô đóng vai chính trong bộ phim Se Eu Fosse Você 2, cô đóng vai Bia, con gái của cặp đôi chính, Tony Ramos và Gloria Pires, diễn viên Cláudio và Helena thủ vai tương ứng, nhân vật của cô là cô gái mang thai với bạn trai sớm đã trốn khỏi cha mình.
Trong năm 2009 và 2010, cô đóng vai Bianca trong Caras & Bocas, một trong những nhân vật chính của câu chuyện. Nhân vật của cô đã trở nên phổ biến trên các phương tiện truyền thông sau đó.
Vào năm 2011, cô được lên kế hoạch tham gia vào dàn diễn viên của cuốn tiểu thuyết Globo Cordel Encantado. Cũng trong năm 2011 cô tuyên bố trong một cuộc phỏng vấn cho tạp chí rằng cô là người theo đạo Tin Lành.
Năm 2012, cô đóng vai chính bên cạnh các nữ diễn viên Taís Araújo và Leandra Leal trong thần thoại Cheias de Charme.
Trong năm 2013, cô đóng vai chính trong telenovela Sangue Bom của Maria Adelaide Amaral và Vincent Villari, nơi cô đóng vai Giane, một người hâm mộ Corinthians hardcore.
Trong năm 2014, cô đóng vai chính thứ ba của mình, nhân vật Megan trong Geração Brasil, lặp lại quan hệ đối tác với các tác giả Filipe Miguez và Izabel de Oliveira.